# Lim Si-hyeon
Lim Si-hyeon (임시현?; Gangneung, 13 giugno 2003) è un'arciera sudcoreana specialista dell'arco ricurvo.
Ha partecipato alle Olimpiadi di Parigi del 2024, dove ha vinto l'oro nella gara a squadre femminile e ha stabilito un record mondiale nel turno di qualificazione, segnando 694 punti su un massimo di 720.

## Carriera sportiva
Lim Si-hyeon ha iniziato a tirare con l'arco al terzo anno della scuola elementare. È una studentessa della Korea National Sports University.
Nella sua prima partecipazione ai Campionati mondiali di tiro con l'arco 2023 a Berlino, è stata eliminata nei quarti di finale nell'individuale e negli ottavi come squadra, ma ha vinto la medaglia d'oro a squadre miste in coppia con Kim Woo-jin. Poche settimane dopo ha vinto tre medaglie d'oro ai Giochi Asiatici di Hangzhou, divenendo la prima arciera sudcoreana a vincere tre medaglie d'oro ai Giochi Asiatici dal 1986. Nell'individuale ha battuto in finale per 6-0 la connazionale An San, pochi giorni dopo aver vinto con quest'ultima la medaglia d'oro a squadre..

### Olimpiadi di Parigi
Alle Olimpiadi di Parigi del 2024 Lim Si-hyeon ha esordito il 25 luglio stabilendo il nuovo record mondiale sul ranking round a 72 frecce, con 694 punti sui 720 possibili, innalzando di 2 punti il precedente record che era detenuto dal 2019 da Kang Chae-young.
Tre giorni dopo si è svolta la gara a squadre femminili, dove Lim Si-hyeon e le compagne Jeon Hun-young e Nam Su-hyeon sentivano fortemente la pressione di portare a casa il massimo risultato, come tutte le squadre coreane nelle precedenti Olimpiadi. Dopo aver battuto nell'ordine Taiwan e Paesi Bassi, non senza alcune incertezze, le coreane hanno affrontato in finale la Cina. La gara, molto tesa, ha visto la rimonta cinese e si è conclusa con la vittoria coreana grazie ai tiri da 10 di Lim e Jeon. La Corea si è aggiudicata così la decima medaglia d'oro olimpionica consecutiva nella gara a squadre femminili.
Nella gara a squadre miste, a cui ha partecipato in coppia con Kim Woo-jin, si è aggiudicata la medaglia d'oro superando prima ai quarti la squadra italiana, poi in semifinale l'India e vincendo infine contro la squadra tedesca formata da Florian Unruh e Michelle Kroppen.
Infine, anche nella gara individuale femminile ha vinto la medaglia d'oro battendo nelle ultime due sfide per il podio entrambe le compagne di squadra, prima Jeon Hun-young per 6-4 e poi Nam Su-hyeon per 7-3. Le coreane sono tornate a vincere sia l'oro che l'argento  vent'anni dopo il successo di Park Sung-hyun e Lee Sung-jin alle Olimpiadi di Atene del 2004.

## Palmarès
- Giochi olimpici

 Oro nella gara individuale femminile a Parigi 2024
 Oro nella gara a squadre femminile a Parigi 2024
 Oro nella gara a squadre miste a Parigi 2024
- Mondiali

 Oro nella gara a squadre miste a Berlino 2023
- Giochi asiatici

 Oro nell'individuale femminile a Hangzhou 2022
 Oro nella gara a squadre femminile a Hangzhou 2022
 Oro nella gara a squadre miste a Hangzhou 2022